# Miguel Ángel González Suárez
Miguel Ángel, celým jménem Miguel Ángel González Suárez (24. prosince 1947 Ourense – 6. února 2024 Madrid) byl španělský fotbalový brankář.

## Fotbalová kariéra
Začínal v nižších soutěžích v týmech AD Couto, CD Ourense, CD Castellón a Plus Ultra Madrid. V Primera División chytal za Real Madrid, nastoupil ve 247 ligových utkáních. S Realem Madrid získal 6 mistrovských titulů a šestkrát vyhrál španělský fotbalový pohár. V Poháru mistrů evropských zemí nastoupil v 19 utkáních, v Poháru vítězů pohárů nastoupil v 10 utkáních a v Poháru UEFA nastoupil v 17 utkáních. V roce 1985 vyhrál s Realem Pohár UEFA. Za reprezentaci Španělska nastoupil v letech 1975–1978 v 18 utkáních. Byl členem španělské reprezentace na Mistrovství světa ve fotbale 1978, nastoupil ve 3 utkáních. Byl členem španělské reprezentace na Mistrovství světa ve fotbale 1982, ale v utkání nenastoupil. 

## Ligová bilance
| Ročník                     | Zápasy | Góly | Klub         |
| -------------------------- | ------ | ---- | ------------ |
| Segunda División 1967/1968 | 26     | 0    | CD Castellón |
| Primera División 1969/1970 | 3      | 0    | Real Madrid  |
| Primera División 1970/1971 | 7      | 0    | Real Madrid  |
| Primera División 1971/1972 | 6      | 0    | Real Madrid  |
| Primera División 1972/1973 | 8      | 0    | Real Madrid  |
| Primera División 1973/1974 | 5      | 0    | Real Madrid  |
| Primera División 1974/1975 | 31     | 0    | Real Madrid  |
| Primera División 1975/1976 | 32     | 0    | Real Madrid  |
| Primera División 1976/1977 | 33     | 0    | Real Madrid  |
| Primera División 1977/1978 | 27     | 0    | Real Madrid  |
| Primera División 1978/1979 | 16     | 0    | Real Madrid  |
| Primera División 1979/1980 | 1      | 0    | Real Madrid  |
| Primera División 1980/1981 | 2      | 0    | Real Madrid  |
| Primera División 1981/1982 | 18     | 0    | Real Madrid  |
| Primera División 1982/1983 | 0      | 0    | Real Madrid  |
| Primera División 1983/1984 | 28     | 0    | Real Madrid  |
| Primera División 1984/1985 | 30     | 0    | Real Madrid  |
| CELKEM Primera División    | 247    | 0    |              |